# 번데기 (음식)
번데기는 누에나방의 번데기에 양념을 곁들인 뒤 삶아서 조리하는 고단백 한국 음식이다.
대한민국에서는 거리에서 주로 판매되는 인기 있는 간식으로 술안주로도 흔히 먹으며, 고소한 맛이 난다.
통조림 형태로 만들어져 편의점에서 판매되기도 한다. 개고기와 함께 외국인들이 익숙치 않게 생각하는 음식 중 하나이다.

## 유래 및 특징
1960년대 근대화 과정에서 대한민국에는 누에고치에서 실을 뽑아내는 제사공장이 많이 생겨났으며, 이때 공장에서 나온 다량의 번데기가 먹을 것이 없던 시절 서민들의 식품으로 이용되며 대중적인 음식으로 거듭나게 되었다.
1980년대 이후 대한민국의 제사공장들은 모두 문을 닫았지만 현재도 번데기는 중화인민공화국에서 수입과 판매되고 있다.
번데기는 지방함유량이 닭고기, 돼지고기, 소고기 등의 1/3정도 밖에 되지 않는 저지방 식품이어서 다이어트에도 효과적이라는 것이 전문가들의 의견이다.

## 같이 보기
- 번데기 집단 식중독 사건
- 식용 곤충